# تورهورن
تورهورن (به لاتین: Turbhorn) یک کوه در سوئیس است که در کانتون وله واقع شده‌است. تورهورن ۳٬۲۴۶ متر بالاتر از سطح دریا واقع شده‌است.